# 267003 Burkert
267003 Burkert este un asteroid din centura principală de asteroizi.

## Descriere
267003 Burkert este un asteroid din centura principală de asteroizi. A fost descoperit pe 10 august 1978 la Observatorul La Silla de Lutz Dieter Schmadel. Asteroidul prezintă o orbită caracterizată de o semiaxă mare de 3,19 ua, o excentricitate de 0,29 și o înclinație de 26,3° în raport cu ecliptica.